# Håvard Jørgensen
Håvard Jørgensen (ur. 26 września 1975 w Oslo), znany również jako Haavard i Hojo – norweski muzyk, kompozytor, wokalista, autor tekstów i multiinstrumentalista, a także producent muzyczny. Håvard Jørgensen znany jest przede wszystkim z występów w awangardowej grupie muzycznej Ulver, której był członkiem w latach 1993-1998. Wcześniej występował w blackmetalowym zespole Satyricon. W 1995 roku Jørgensen utworzył projekt folk-blackmetalowy pod nazwą Bak De Syv Fjell. W latach późniejszych tworzył w ramach projektów Akki & Hojo i C-Systems. Od 2008 roku gra w rockowym zespole InPublik.

## Dyskografia
- Satyricon - All Evil (demo, 1992, wydanie własne)
- Ulver - Vargnatt (demo, 1993, wydanie własne)
- Satyricon - The Forest Is My Throne (demo, 1993, wydanie własne)
- Ulver - Rehearsal 1993 (demo, 1993, wydanie własne)
- Ulver - Ulver/Mysticum (split, 1994, Necromantic Gallery Productions)
- Ulver - Bergtatt – Et Eeventyr i 5 Capitler (1995, Head Not Found)
- Ulver - Kveldssanger (1996, Head Not Found)
- Ulver - Nattens Madrigal – Aatte Hymne Til Ulven I Manden (1997, Century Media Records)
- Ulver - Themes from William Blake’s The Marriage of Heaven and Hell (1998, Jester Records)
- Ulver - Perdition City (2000, Jester Records, gościnnie)
- Ulver - Blood Inside (2005, Jester Records, gościnnie)
- Head Control System - Murder Nature (2006, Jester Records, gościnnie)
- Akki & Hojo - Skyfri (2006, Infravibe Recordings)